# Lars Marten
Lars Marten (* 23. März 1984 in Lüdenscheid) ist ein deutscher Fußballspieler. Der Abwehrspieler ist zurzeit vereinslos.

## Karriere
In seiner Jugend spielte Marten für Rot-Weiß Lüdenscheid und die Sportfreunde Oestrich-Iserlohn, bevor er 2002 zum VfL Bochum wechselte. 2003 wurde er in die Amateurmannschaft der Bochumer übernommen. 2005 wechselte er zum Wuppertaler SV. Dort kam er vor allem in der zweiten Mannschaft zum Einsatz, bestritt aber auch Spiele für die erste Mannschaft. 2009 ging er in die NRW-Liga zu Fortuna Köln. In der Saison 2009/10 war er Stammspieler, in der Folgesaison bestritt er jedoch nur ein Spiel. Seit Sommer 2011 ist Marten vereinslos.